# بلدة بير ليك (مقاطعة مانيستي)
بير ليك، مقاطعة مانيستي (بالإنجليزية: Bear Lake Township, Manistee County, Michigan)‏ هي بلدة تقع بولاية ميشيغان في الولايات المتحدة. تبلغ مساحتها 93.4 (كم²)، وترتفع عن سطح البحر 232 م، بلغ عدد سكانها 1587 نسمة في عام تعداد الولايات المتحدة 2000 حسب إحصاء مكتب تعداد الولايات المتحدة وتصل الكثافة السكانية فيها 17.6 نسمة/كم2.

## وصلات خارجية
- The US50 - Cities and Towns in Michigan State
- Michigan Cities and Towns, Facts, Map, Flag, Colleges, Government, and More